# Ayrton Senna em histórias em quadrinhos
Ayrton Senna em histórias em quadrinhos se refere as histórias em quadrinhos inspirada no piloto brasileiro Ayrton Senna de Fórmula 1.

## Mangá
Entre 1991 e 1992, o piloto protagonizou os mangás GP Boy e F No Senkou – Ayrton Senna no Chousen (Fの閃光 -アイルトン・セナの挑戦), publicados na revista Weekly Shōnen Jump da editora japonesa Shueisha, patrocinadora da escuderia McLaren.
Akira Toriyama, autor de Dragon Ball, ilustrou o mangá BattleMan F-1 GP sobre o Grande Prêmio da Alemanha de 1990, vencido pelo piloto brasileiro, tendo inclusive posado para fotos com Senna, além de ilustrar os personagens de Dragon Ball comemorando as vitórias de Senna.

## Senninha
O piloto ganhou uma versão infantil chamada Senninha, publicada nos anos no 90 pelas editoras Abril e Brainstore e nos anos 2000 pela HQM Editora.
Em 2015, o serviço de assinaturas de quadrinhos digitais Social Comics, pertencente ao Grupo Omelete, assinou um contrato com o Instituto Ayrton Senna para disponibilizar todas as histórias em quadrinhos do personagem.

## Didisena
Em 1994, a Editora Abril planejou o lançamento do personagem Didisena, homenagem a Ayrton Senna "interpretada" pelo personagem Didi Mocó de Renato Aragão na série de quadrinhos baseada no humorístico Os Trapalhões, em história escrita por Gérson Teixeira e ilustrada por Gustavo Machado, contudo, com o falecimento do piloto, a história foi engavetada, sendo publicada em 2017 no livro HQs dos Trapalhões de Rafael Spaca.

## Ayrton Senna, a trajetória de um mito
Em 2014, 20 após a morte do piloto, é publicado o álbum de quadrinhos "Ayrton Senna, a trajetória de um mito" (em francês Ayrton Senna Histoires d'un mythe), roteirizado por Lionel Froissart e desenhado por Christian Papazoglakis e Robert Paquet, o álbum foi publicado simultaneamente pela editora francesa Glénat e pela brasileira Nemo.